# Хто ти: Школа 2015
Хто ти: Школа 2015 (кор. 후아유: 학교 2015) — південнокорейський підлітковий телесеріал що транслювався щопонеділка та щовівторка з 27 квітня 2015 по 16 червня 2015 на телеканалі KBS2.

## Сюжет
Лі Йн Бі та Ко Ин Бьоль ідентичні сестри близнючки що виховувалися в дитбудинку (обидві ролі виконує Кім Со Хьон). Випадково сталося так що Ин Бьоль в дитинстві всиновила багата жінка з Сеула а Ин Бі залишилася в притулку в Тхон'йоні. Ин Бьоль з усіх боків оточена любов'ю, дружбою з нею дорожать однокласники але це все псує її характер. Натомість Ин Бі, добра дівчина що завжди приходить на допомогу молодшим вихованцям та однокласникам. Одного разу захистивши однокласницю від нападок Со Йон, вона сама стає жертвою нещадного цькування з боку Со Йон та її подруг. Через те що батько Со Йон впливовий прокурор та постійно переказує гроші на потреби школи, а Ин Бі сирота з притулку, вчителі заплющують очі на витівки Со Йон. Одного дня Ин Бьоль разом з класом їде на екскурсію до Тхон'йона, але замість того щоб розважатися вирішує знайти свою сестру. В той самий день Ин Бі несправедливо виключають зі школи, і вона вирішує стрибнути з мосту щоб покінчити з життям. Через декілька днів на березі ріки знаходять поранену дівчину яка навіть не пам'ятає хто вона, але саме дивне те що під час екскурсії загадково зникла і Ин Бьоль. Негайно приїздить матір Ин Бьоль яка вже декілька днів шукає свою зниклу доньку та одразу впізнає в дівчині свою Ин Бьоль. Дівчина швидко одужує але зовсім нічого не пам'ятає, мати вирішує що доньці варто як найшвидше поринути у звичне середовище та відправляє її до школи. Поринувши у шкільні будні до дівчини практично одразу повертається пам'ять і вона розуміє що вона ніяка не Ин Бьоль а Лі Ин Бі з Тхон'йона. Але як зізнатися в цьому друзям та матері, та що сталося з Ин Бьоль невже вона сконала замість неї?

## Акторський склад

### Головні ролі
- Кім Со Хьон — у ролі Лі Ин Бі / Ко Ин Бьоль. Ин Бьоль сімнадцятирічна школярка престижної школи, вона скритна та різка у відносинах з однокласниками. Ин Бі вихованка дитбудинку, яка ставиться до менших як добра старша сестра, та намагається, якоюсь мірою, замінити їм маму.
- Юк Сон Дже[en] — у ролі Кон Те Гвана. Головний баламут у школі, постійно встряє в бійки, але ніколи в них не перемагає. Все це він робить назло своєму батькові, який працює директором школи. Це його своєрідна помста за те, що батько розлучився з матір'ю Те Гвана та змушує його приховувати, що він його син. Випадково дізнавшись, що нова Ко Ин Бьоль насправді Лі Ин Бі, вирішив всіляко допомагати їй[3].
- Нам Чу Хьок — у ролі Хан Ї Ана. Друг дитинства та однокласник Ин Бьоль, талановитий молодий плавець. Після повернення Ин Бьоль перший розуміє, що вона надто сильно змінилася.

### Другорядні ролі

#### Учні класа 2—3
- Лі Девід — у ролі Пак Мін Джуна. Староста класу, який завжди перший в навчанні, але робить це не із власної волі, а під тиском деспотичної матері.
- Кім Хі Чон[en] — у ролі Ча Сон Джу. Найкраща подруга Ин Бьоль та Сі Джін, мріє стати фотомоделью.
- Лі Чхо Хі[en] — у ролі Лі Сі Джін. Найкраща подруга Ин Бьоль та Сон Джу.
- Чо Су Хян[en] — у ролі Кан Со Йон. Раніше мешкала у Тхон'йоні, але після того як довела до самогубства Ин Бі переїхала разом з батьками до Сеула, де випадково потрапила до класу, де навчається Ин Бьоль.[4]

#### Викладачи
- Лі Пхіль Мо — у ролі Кім Чун Сока. Класний керівник класа 2—3.
- Чон Но Мін[en] — у ролі Кон Че Хо. Директор школи та батько Те Гвана.
- Лі Сі Вон[en] — у ролі Чон Мін Йон. Молода вчителька-практикантка.
- Чхве Де Чхоль[en] — у ролі тренера з плавання.

#### Батьки
- Чон Мі Сон[en] — у ролі Сон Мі Кьон. Прийомна мати Ин Бьоль.
- Чон Ін Гі[en] — у ролі Пак Чун Хьона. Батько Мін Джуна, детектив поліції.
- Кім Чон Нан[en] — у ролі Сін Чон Мін. Деспотична мати Мін Джуна, яку більш за все цікавлять відмітки сина.
- Лі Де Йон[en] — у ролі Хан Кі Чхуна. Батько Ї Ана, який виховує його сам, дуже любить свого єдиного сина та пишається його успіхами у плаванні.
- Чон Док Хьон — у ролі батька Со Йон.

#### Інші
- Ян Хі Кьон[en] — у ролі Пак Мін Кьон. Адміністратор дитбудинку в якому виховувалася Ин Бі.

## Рейтинги
- Найнижчі рейтинги позначені синім кольором, а найвищі — червоним кольором.

| Серія            | Прем'єра         | Рейтинг        | Рейтинг      | Рейтинг        | Рейтинг     |
| Серія            | Прем'єра         | TNmS Ratings   | TNmS Ratings | AGB Nielsen    | AGB Nielsen |
| Серія            | Прем'єра         | По всій країні | Сеул         | По всій країні | Сеул        |
| ---------------- | ---------------- | -------------- | ------------ | -------------- | ----------- |
| 1                | 27 квітня 2015   | 4,8%           | 5,1 %        | 3,8%           | 3,4%        |
| 2                | 28 квітня 2015   | 4,8%           | 4,8%         | 4,2 %          | 3,8 %       |
| 3                | 4 травня 2015    | 6,5 %          | 6,6 %        | 4,1 %          | 4,1 %       |
| 4                | 5 травня 2015    | 6,3 %          | 6,8 %        | 5,9 %          | 5,7 %       |
| 5                | 11 травня 2015   | 6,7 %          | 7,4 %        | 5 %            | 5,6 %       |
| 6                | 12 травня 2015   | 7,1 %          | 7,8 %        | 6 %            | 6,5 %       |
| 7                | 18 травня 2015   | 7,3 %          | 8 %          | 6 %            | 6,4 %       |
| 8                | 19 травня 2015   | 7,6 %          | 8 %          | 6,7 %          | 7,2 %       |
| 9                | 25 травня 2015   | 7.8 %          | 8.9 %        | 6.8 %          | 7 %         |
| 10               | 26 травня 2015   | 7,4 %          | 8,2 %        | 7,1 %          | 7,1 %       |
| 11               | 1 червня 2015    | 8,2 %          | 9,2 %        | 6,9 %          | 7,9 %       |
| 12               | 2 червня 2015    | 8,1 %          | 8,9 %        | 7 %            | 7,6 %       |
| 13               | 8 червня 2015    | 8,9 %          | 10,3 %       | 7,7 %          | 8,1 %       |
| 14               | 9 червня 2015    | 8,6 %          | 9,9 %        | 8,1 %          | 8,6%        |
| 15               | 15 червня 2015   | 9,2 %          | 10 %         | 7,5 %          | 8,1 %       |
| 16               | 16 червня 2015   | 9,7%           | 11,7%        | 8,2%           | 8,5 %       |
| Середній рейтинг | Середній рейтинг | 7,4%           | 8,2%         | 6,3%           | 6,6%        |

## Нагороди
| Рік  | Нагорода                     | Категорія                        | Отримувач                  | Результат | Примітки |
| ---- | ---------------------------- | -------------------------------- | -------------------------- | --------- | -------- |
| 2015 | 8-ма Премія корейської драми | Кращий новий актор               | Юк Сон Дже                 | Номінація | [ 7 ]    |
| 2015 | 8-ма Премія корейської драми | Кращий новий актор               | Нам Чу Хьок                | Номінація | [ 7 ]    |
| 2015 | 8-ма Премія корейської драми | Краща нова акторка               | Чо Су Хян                  | Номінація | [ 7 ]    |
| 2015 | 8-ма Премія корейської драми | Зірка року                       | Кім Со Хьон                | Перемога  | [ 7 ]    |
| 2015 | 4-та Премія «Зірок МААТР»    | Кращий новий актор               | Юк Сон Дже                 | Номінація | [ 8 ]    |
| 2015 | 4-та Премія «Зірок МААТР»    | Кращий новий актор               | Нам Чу Хьок                | Перемога  | [ 8 ]    |
| 2015 | 29-та Премія KBS драма       | Краща нова акторка               | Кім Со Хьон                | Перемога  | [ 9 ]    |
| 2015 | 29-та Премія KBS драма       | Краща нова акторка               | Чо Су Хян                  | Номінація | [ 9 ]    |
| 2015 | 29-та Премія KBS драма       | Кращий новий актор               | Юк Сон Дже                 | Номінація | [ 9 ]    |
| 2015 | 29-та Премія KBS драма       | Кращий новий актор               | Нам Чу Хьок                | Номінація | [ 9 ]    |
| 2015 | 29-та Премія KBS драма       | Нагорода Netizen (акторки)       | Кім Со Хьон                | Перемога  | [ 9 ]    |
| 2015 | 29-та Премія KBS драма       | Нагорода за популярність (актор) | Нам Чу Хьок                | Перемога  | [ 9 ]    |
| 2015 | 29-та Премія KBS драма       | Краща пара                       | Юк Сон Дже та Кім Со Хьон  | Перемога  | [ 9 ]    |
| 2015 | 29-та Премія KBS драма       | Краща пара                       | Нам Чу Хьок та Кім Со Хьон | Номінація | [ 9 ]    |
| 2016 | 52-га Премія мистецтв Пексан | Кращий новий актор телебачення   | Юк Сон Дже                 | Номінація |          |